# エグバル・ハミディ
エグバル・ハミディ（Eghbal Hamidy, 1960年8月1日 - ）は、イランの空力エンジニア。
1989年から2002年の初頭にかけて、4つのF1チームでチーフ・エアロダイナミシストを務めた。

## キャリア
ハミディはF1で働く数少ないイラン人のエンジニアのうちのひとり。
イランのシーラーズで生まれ、英国で育ったハミディは、アメリカ航空宇宙局（NASA）のアポロ計画に憧れ、エンジニアリングへの関心を高め、航空エンジニアになることを志し、インペリアル・カレッジ・ロンドンで航空工学の理学士号と修士号を取得し、航空業界での就職を探るも叶わず、さらに、車両動力学を専攻し、1988年に博士課程を修了し博士。
在学中の1980年代後半にハミディは、1980年代初頭にウィリアムズとロータスによって使用されていた、ホンダが後援するインペリアルの40％ローリングロードウィンドトンネルで働いていた。

## ウィリアムズ
フランク・ダーニーがウィリアムズを去り、風洞経験を持つエンジニアの公募がなされた1989年、エアロダイナミシストとしてウィリアムズチームでキャリアをスタートさせ、1995年の終わりまでチームにとどまる。
パトリック・ヘッド、エンリケ・スカラブローニとともに働くが、1990年夏にレイトンハウス（マーチ）を解雇されたエイドリアン・ニューウェイが合流し、チーフ・デザイナーの席に就く。
以降5年半、2人は行動を共にし多くのチャンピオンカーを送り出すことになる。
- 1991年 - 92年、ナイジェル・マンセルの世界選手権ランキング2位（1991年）、1位（1992年）
- 1993年、アラン・プロストの世界選手権ランキング1位（1993年）
- 1993年 - 96年、デイモン・ヒルの世界選手権ランキング3位（1993年）、2位（1994年・95年）、1位（1996年）
- 1996年 - 97年、ジャック・ヴィルヌーヴの世界選手権ランキング2位（1996年）、1位（1997年）
- 1992年 - 94年、1996年 - 97年、ウィリアムズチームのコンストラクターズチャンピオンシップタイトル獲得
- 1997年、ハインツ＝ハラルド・フレンツェンの世界選手権ランキング2位（1997年）

## スチュワート
1996年からに1998年にかけて、スチュワート・グランプリの設計チームに加わり、3シーズン分の車両設計で、チーフエアロダイナミシストを務める。
初年度のSF-1は、ルーベンス・バリチェロがモナコで2位となった。
最終年のSF-3は、新設計のフォード・コスワース CR-1との相性が良く、テクニカルディレクターのゲイリー・アンダーソンとのR&Dで好成績を残した。
ジョニー・ハーバートの1999年ヨーロッパグランプリ（ニュルブルクリンク）での優勝を含め4つの表彰台を手にし、ルーベンス・バリチェロは1999年フランスグランプリでポールポジションを記録した。

## TWRアロウズ
1998年からに1999年にかけて、トム・ウォーキンショーが率いるTWRアロウズの設計チームに加わり、2シーズン分の車両設計で、チーフデザイナーを務めた。
| \| 投入 \| 設計 \| 型式 \| Tech Director \| Eng Director \| チーフデザイナー \| 空力 Head \| \| ---- \| ---- \| ---- \| ----------------------------------- \| ---------------- \| -------------------- \| ---------------------- \| \| 1996 \| 1995 \| FA17 \| アラン・ジェンキンス \| \| デイブ・エイミー \| \| \| 1997 \| 1996 \| A18 \| フランク・ダーニー \| \| ポール・ボーウェン \| サイモン・ジェニングス \| \| 1998 \| 1997 \| A19 \| ジョン・バーナード \| マイク・コフラン \| ポール・ボーウェン \| サイモン・ジェニングス \| \| 1999 \| 1998 \| A20 \| マイク・コフラン (バーナードの代理) \| \| エグバル・ハミディ \| サイモン・ジェニングス \| \| 2000 \| 1999 \| 21 \| マイク・コフラン (バーナードの代理) \| \| エグバル・ハミディ \| サイモン・ジェニングス \| \| 2001 \| 2000 \| A22 \| マイク・コフラン (バーナードの代理) \| \| ロバート・テイラー \| ニコロ・ペトルッチ \| \| 2002 \| 2001 \| A23 \| マイク・コフラン (バーナードの代理) \| \| セルジオ・リンランド \| ニコロ・ペトルッチ \| |      |      |                                     |                  |                      |                        |
| 投入 | 設計 | 型式 | Tech Director                       | Eng Director     | チーフデザイナー     | 空力 Head              |
| 1996 | 1995 | FA17 | アラン・ジェンキンス                |                  | デイブ・エイミー     |                        |
| 1997 | 1996 | A18  | フランク・ダーニー                  |                  | ポール・ボーウェン   | サイモン・ジェニングス |
| 1998 | 1997 | A19  | ジョン・バーナード                  | マイク・コフラン | ポール・ボーウェン   | サイモン・ジェニングス |
| 1999 | 1998 | A20  | マイク・コフラン (バーナードの代理) |                  | エグバル・ハミディ   | サイモン・ジェニングス |
| 2000 | 1999 | 21   | マイク・コフラン (バーナードの代理) |                  | エグバル・ハミディ   | サイモン・ジェニングス |
| 2001 | 2000 | A22  | マイク・コフラン (バーナードの代理) |                  | ロバート・テイラー   | ニコロ・ペトルッチ     |
| 2002 | 2001 | A23  | マイク・コフラン (バーナードの代理) |                  | セルジオ・リンランド | ニコロ・ペトルッチ     |

これは1998年に納車された、ジョン・バーナードの手によるA19のR&Dで、ハミディはVキールソリューションカーの理解と熟成を担当した。
この、ノーズ下方域のフロー処理に関わる課題は、サスペンション設計との関連から、モノコックの下側に遥かに外れた位置におけるロアアーム支持ポイントを必要とするものであったが、TWRアロウズ内部でR&Dされた上で、セルジオ・リンランドが雇用され、2002年車のA23のツインキール設計として結実する。
|  |  |  |

## ジョーダン

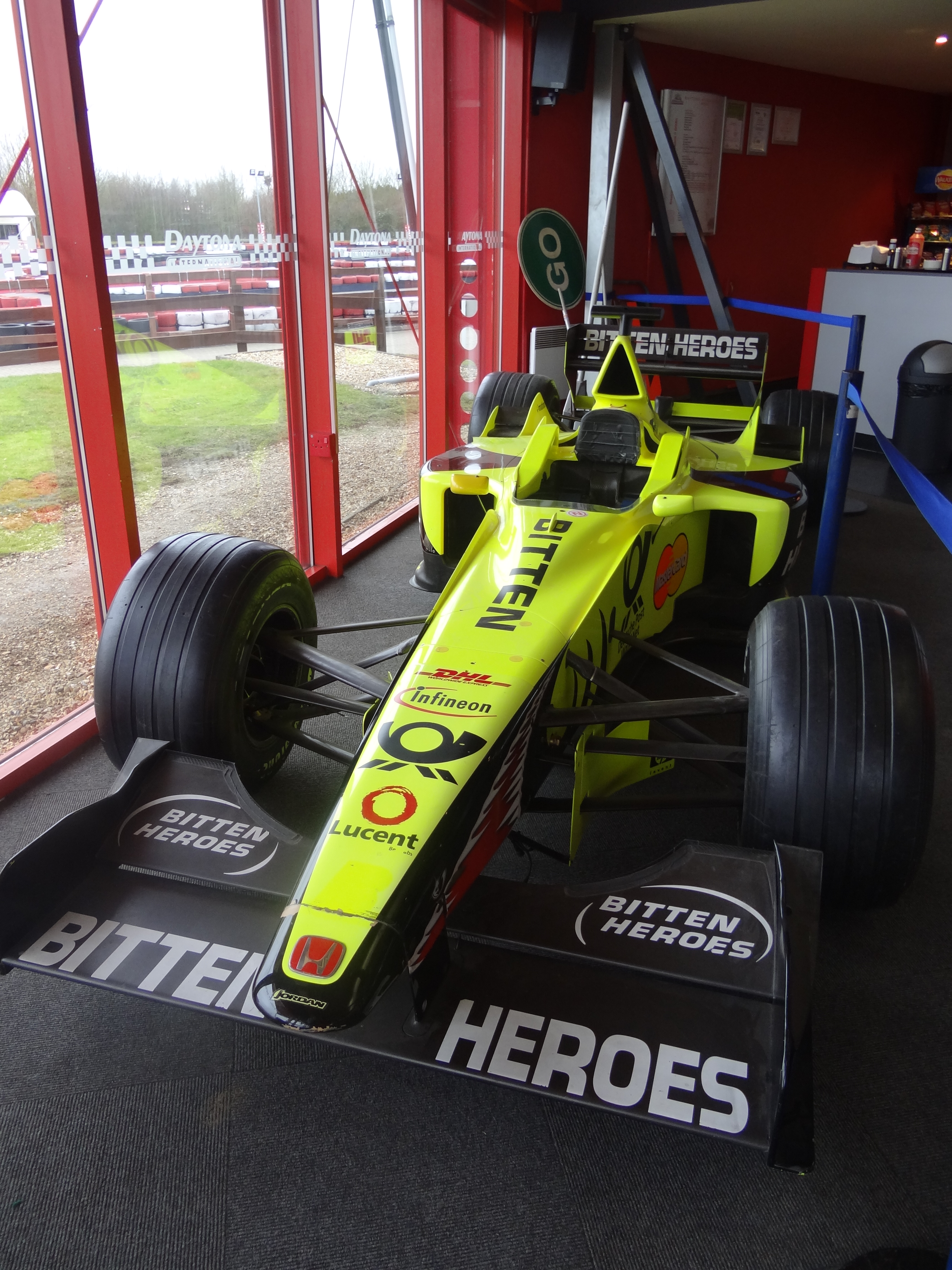
ジョーダン・EJ11（2001年）

2000年からジョーダンで2期、テクニカルディレクターを務めた。
2000年はマイク・ガスコインと、2人テクニカルディレクター体制で、空力ヘッドのジョン・アイリーで、2001年車のジョーダン・EJ11の設計が行われた。

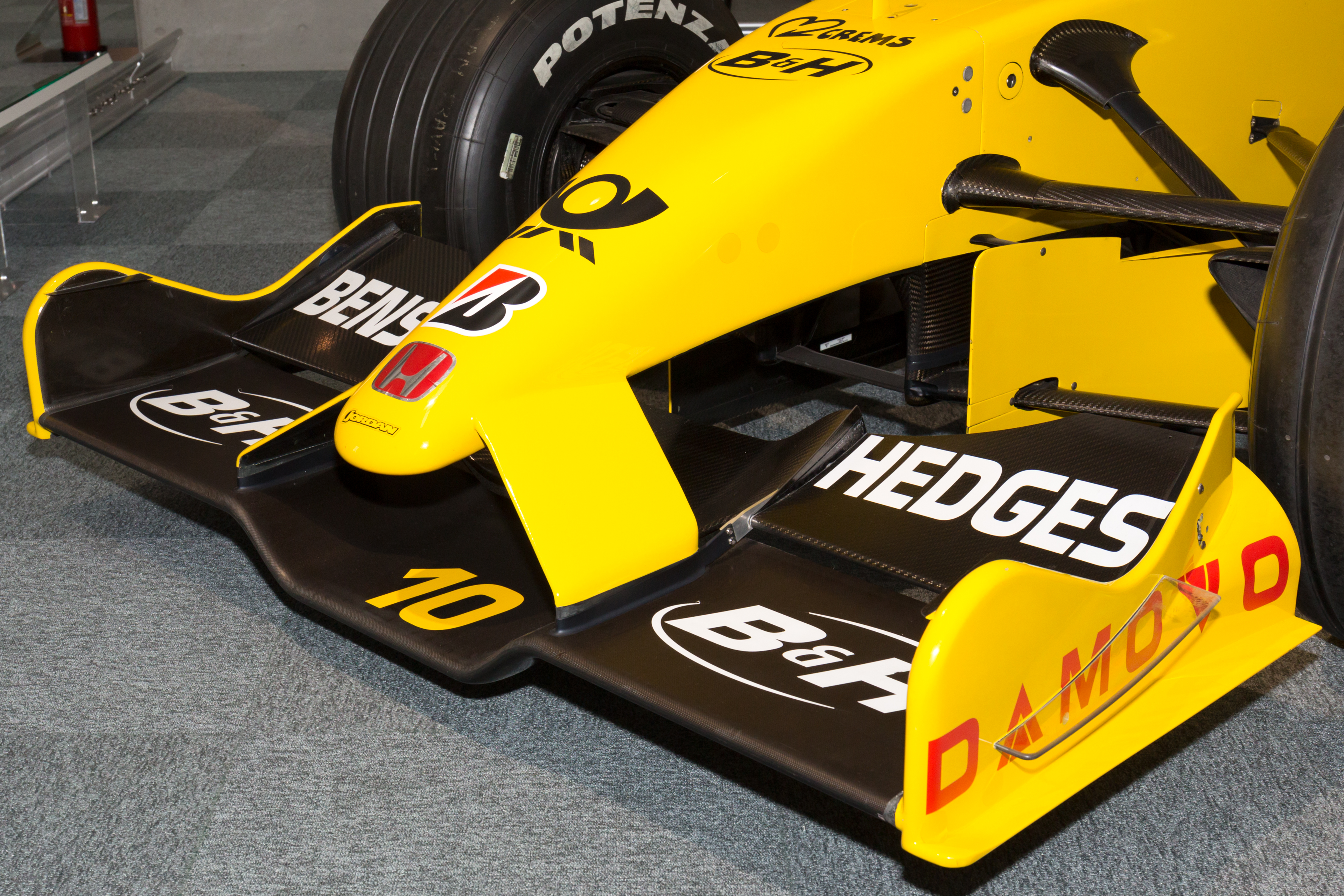
ジョーダン・EJ12のツインキール

2001年は、ハミディの最後の年となる。スポーティングディレクターのゲイリー・アンダーソン、チーフデサイナーのジョン・マクキリアムとの組み合わせで2002年車のジョーダン・EJ12の設計を終え、2002年の初めに業界からその姿を消したという 。
ジョーダン離脱後の2004年11月、個人オフィスとして「EHE Ltd.」を設立しているが、以後の目立った活動はない。